# Joaquim Mollfulleda i Borrell
Joaquim Mollfulleda i Borrell (Arenys de Munt, 1915 – 7 de maig de 2006) va ser un reconegut mineralogista i fotògraf català.
Va estudiar química a l'Institut Químic de Sarrià fins a l'inici de la Guerra Civil. Posteriorment, va treballar com a gerent a la factoria Calisay, una empresa familiar que produïa, entre d'altres, el licor Calisay.
Va ser cofundador l'any 1948 de l'Agrupació Fotogràfica d'Arenys de Mar. La seva obra fotogràfica, formada per centenars de fotografies i diapositives, la va regalar al Centre Excursionista de Catalunya, del qual també fou membre. També va donar unes 600 fotografies d'Arenys a l'Ajuntament d'Arenys de Mar i més de 5.000 diapositives de minerals les va donar a l'arxiu del Museu Mollfulleda de Mineralogia.
Aficionat als minerals des de ben jove, va iniciar la seva col·lecció els anys quaranta, quan l'Institut Químic de Sarrià va sol·licitar als seus exalumnes que completessin la col·lecció que s'havia perdut a conseqüència de la Guerra Civil. La col·lecció va rebre un bon impuls després de visitar la col·lecció d'en Joaquim Folch, amb qui va mantenir una bona amistat. L'any 1988 va donar la seva col·lecció a la vila d'Arenys de Mar, un llegat que va fer possible l'obertura del Museu Mollfulleda de Mineralogia, del qual en va ser director.
Va ser president del Grup Mineralògic Català des de l'any 1978 fins a l'any 1993 i president honorari fins a la seva mort a l'any 2006. Al llarg de la seva vida va escriure diversos llibres i articles de mineralogia, i va ser també un dels impulsors de la Fira Expominer.
El 6 de maig de 2006 va ser nomenat Fill Predilecte de la Vila d'Arenys de Mar, qui va agrair amb tots els honors la tasca que havia fet al llarg de la seva vida pel municipi. Va morir l'endemà, 7 de maig.